# (14367) Hippokrates
(14367) Hippokrates ist ein Asteroid des Hauptgürtels, der am 8. September 1988 vom deutschen Astronomen Freimut Börngen an der Thüringer Landessternwarte Tautenburg (IAU-Code 033) in Thüringen entdeckt wurde.
Der Asteroid gehört zur Themis-Familie, einer Gruppe von Asteroiden, die nach (24) Themis benannt wurde.
Der Himmelskörper wurde am 13. Oktober 2000 nach dem griechischen Arzt und Lehrer Hippokrates von Kos (* um 460 v. Chr.; † um 370 v. Chr.) benannt, der als der berühmteste Arzt des Altertums gilt und zudem als „Vater der (modernen) Medizin“, der ärztliches Handeln über die Wirkungskraft priesterlicher Worte stellte und einem hohen ethischen Verantwortungsbewusstsein unterordnete.